# Chiromyscus chiropus
Genre
Espèce
Statut de conservation UICN

 LC  : Préoccupation mineure
Chiromyscus chiropus est une espèce de rongeurs de la sous-famille des Murinés d'Asie du Sud-Est, la seule du genre.